# Charles-Henri Delcour
Charles-Henri Delcour (Brussel, 9 juli 1948), is een Belgisch Militair op rust met de rang van Generaal, die tussen 2 april 2009 en 30 maart 2012 Stafchef was van het Belgisch leger.

## Biografie
In 1967 startte hij de studie Burgerlijk ingenieur, Faculteit Polytechniek, in de 122ste Polytechnische Klasse aan de Koninklijke Militaire Academie. Na het behalen van het diploma met specialisatie bewapening en Ballistiek, volgde hij in 1973 de voorbereidingscursus voor Onderluitenanten van het Pantserwapen. Hij diende vervolgens in het 1ste Regiment Lansiers tot eind 1975 als Tank-Pelotonscommandant en als tweede Commandant van een Tankeskadron.
Nadat hij in 1977 de Long Armour Infantry Course (cursus Gemechaniseerde infanterie) van het pantserwapen van één jaar in Bovington Camp in Dorset volgde, werd Delcour aangeduid voor het Experimentendetachement van de Pantsertroepen in de Kazerne van Leopoldsburg, waar hij drie jaar als experimentenofficier diende.
In 1980 verliet hij deze technische functie om het B-Eskadron van het 3de Regiment Lansiers te bevelen dat dan deel uitmaakte van de Belgische dekkingsstrijdkrachten in Duitsland. Na een opleiding tot Hoger Officier aan het Koninklijk Hoger Instituut voor Defensie, werd hij in 1983 aangeduid voor een functie in de Staf van de Landmacht, sectie Uitrusting en Logistiek. Hij was er verantwoordelijk voor het beleid van de Leopard tanks en de Verkenningsvoertuigen (CVRT).
Later vervoegde Delcour de Staf van de Landmacht, ditmaal in de sectie Plannen en Programma's, onderafdeling studies als Adjunct pantserwapen. Nadien kreeg hij het bevel over het 1ste Regiment Lansiers, dat hij tussen mei 1991 en juni 1993 beval. Hij keerde daarop terug naar de Staf van de Landmacht om de studies van de sectie Plannen en Programma's te leiden. In maart 1996 werd Delcour Sectiechef Plannen en Programma's die verantwoordelijk was voor de studies en de planning van de strijdkrachten, de grote heruitrustingsprogramma's, de infrastructuur en de budgettaire planning voor het geheel van de Landmacht.

## Spich
Vanaf oktober 1999 voerde hij het bevel van de 17de Gemechaniseerde Brigade in Spich, Duitsland. Hij was tevens tussen midden 1998 en midden 2000 Commandant van de Belgische strijdkrachten in Duitsland. Na zijn bevordering tot Generaal-majoor in december 2000, liet hij in december 2001 Duitsland achter zich en nam afstand van zijn taak om de Divisie Materiaal van de Generale staf te leiden. Hij nam de functie van Nationale Directeur voor Bewapening op zich.
In 2001 werd Delcour voorzitter van de werkgroep "Strategische Reflectie" die de eenheidsstructuur voorbereidde en het departement strategie oprichtte waarbinnen hij actief was binnen de Algemene Directie Material Resources. Ook was hij verantwoordelijk voor de taak van de Militaire strategie in de eenheidsstructuur van de Defensiestaf uit te tekenen. Bij de oprichting van dat departement stapte hij over naar de Algemene Directie Material Resources. Nadien werd hij voorzitter van het Comité van de Militaire Hoofddeskundigen van Finabel, een organisatie waaronder 24 Europese landen vallen.
Tussen augustus 2004 en februari 2005 was hij Generaal-majoor-Stafchef van het ISAF hoofdkwartier in Afghanistan.

## Eurokorps
Tussen september 2005 en september 2007 was Delcour Tweede Commandant van Eurokorps, nadat hij drie jaar lang Stafchef was geweest binnen het hoofdkwartier in Straatsburg. Gedurende die twee jaar behaalde het Eurocorps overigens het NAVO-certificaat als NATO Response Force.
Tussen oktober 2007 en maart 2009 was Delcour de Belgische vertegenwoordiger bij het Militaire Comité van de Europese Unie.
In juni 2008 werd hij aangesteld als Vleugeladjudant van de koning.
Op 2 april 2009 werd hij bevorderd tot Generaal en aangesteld als Stafchef van het Belgisch leger.
Op 14 maart 2012 diende hij zijn ontslag in uit ontevredenheid over de samenwerking met de toenmalige voogdijminister, Pieter De Crem. Zijn ontslag werd stilgehouden door de gebeurtenissen van de busramp in Sierre, maar werd door de regering aanvaard op 30 maart 2012.

## Privé
Delcour is gehuwd en vader van twee kinderen.

## Onderscheidingen
- Vleugeladjudant van de Koning, juni 2008, (België)
- Grootkruis in de Kroonorde, (België)
- Commandeur in de Leopoldsorde, (België)
- Officier in de Nationale Orde van Verdienste, (Frankrijk)
- Officier in de orde Legioen van Eer, (Frankrijk).
- Commandeur in de Orde van de Eikenkroon, (Luxemburg)
- Gran Cruz del Mérito Militar con distintivo blanco, (Spanje)
- Grootkruis in de Orde van Verdienste van de Bondsrepubliek Duitsland (Duitsland)